# Porcellio rodiensis
Porcellio rodiensis är en kräftdjursart som beskrevs av Helmut Schmalfuss1972. Porcellio rodiensis ingår i släktet Porcellio och familjen Porcellionidae. Inga underarter finns listade i Catalogue of Life.